# Cypripedium wardii
Cypripédium wardii — травянистое растение; вид секции Subtropica рода Башмачок семейства Орхидные. Эндемик Китая. Относится к числу охраняемых видов (II приложение CITES). Китайское название: 宽口杓兰 kuan kou shao lan.

## Распространение и экология
Китай (Сычуань, Тибет, Юньнань). Леса, скальные участки на высотах 2500—3500 метров над уровнем моря.

## Ботаническое описание
Травянистый многолетник 10—20 см высотой. Корневище 3—6 см × 2—5 мм. Стебель прямостоячий, довольно тонкий, опушенный, с 2—3 (реже 4) листьями. 
Листовая пластинка от эллиптической до эллиптически-ланцетной, 4,5—10 × 2,5—3,5 см, обе поверхности опушённые, особенно по жилкам. 
Соцветие верхушечное, 1- или 2-цветковые. Прицветники листовидные, овально-ланцетные, 1,5—2,7 см, опушённые и реснитчатые. Цветки мелкие, белые или кремово-белые с фиолетовыми пятнами на внутренней стороне губы и вокруг отверстия губы. Спинные чашелистики эллиптические или яйцевидно-эллиптические, 14—17 × 8—10 мм; парус широко эллиптический, немного короче, чем спинные чашелистики, на конце 2-лопастной. Лепестки продолговато-яйцевидные, 9—12 × примерно 6 мм, на конце тупые; губа шаровидная 1,2—1,6 см. Стаминодий 1—3 × 1—2,5 мм, более узкий, чем рыльце. 
Цветение в июне-июле.

## В культуре
Растения из дикой природы экспортировались в Европу и Америку. Вероятно все погибли в течение короткого периода. В Hengduan Mountains Biotechnology, Ltd. предпринимаются попытки искусственного размножения Cyp. wardii. Возможно размноженные этой фирмой растения будут доступны в продаже. Вероятно, этот вид следует выращивать в почвенной смеси с нейтральным рН и с защитой от зимних дождей. 
Зоны морозостойкости: 5—6.